# 1007
Évszázadok: 10. század – 11. század – 12. század
Évtizedek: 950-es évek – 960-as évek – 970-es évek – 980-as évek – 990-es évek – 1000-es évek – 1010-es évek – 1020-as évek – 1030-as évek – 1040-es évek – 1050-es évek
Évek: 1002 – 1003 – 1004 – 1005 –  1006 – 1007 – 1008 – 1009 – 1010 – 1011 – 1012

## Események
- II. Ethelred angol király 36 000 font ezüstért két évre megvásárolja a békét a dánoktól.
- II. Henrik német-római császár megalapítja a Bambergi egyházmegyét, célja a szláv területeken való további terjeszkedés.

## Születések
- az év folyamán – I. Iszaakiosz bizánci császár († 1060).
- az év folyamán – Gruoch, Macbeth skót király felesége († 1060).

## Halálozások
- al-Madsritti arab matematikus